# Климковский, Ежи Мечиславович
Ежи Мечиславович Климковский (пол. Jerzy Klimkowski; 2 сентября 1909, Киев — 1991) — ротмистр (капитан) армии Второй Польской Республики и Войска Польского на Западе, адъютант генерала Владислава Андерса, майор Народного Войска Польского.

## Биография
Офицер Новогрудской кавалерийской бригады генерала Владислава Андерса, в сентябре 1939 года нёс службу в составе оперативной группы Андерса, войну встретил во Львове. В 1941 году вывезен в СССР, во время пребывания Войска Польского на территории СССР был адъютантом Андерса в роте охраны Командования Войска Польского в СССР, а затем и в эскадроне охраны генерала Андерса (Андерс 20 сентября 1941 года приказал отправить отряд в Бузулук). После переименования эскадрона в Разведывательный дивизион Войска Польского 5 августа 1942 года стал заместителем командира дивизиона (при командире, ротмистре Чеславе Флёрковском).
В мае 1943 года дивизион был преобразован в 12-й полк подольских уланов. Климовский попытался вынудить польскую армию выступить против генерала Владислава Сикорского, который, по его словам, сдал Польшу Советскому Союзу и Великобритании из-за своей пассивности и медлительности. Прокатились слухи, что Климковский готовил покушение на Главнокомандующего или даже переворот. В августе 1943 года Андерс уволил Климковского из 12-го полка и отдал его под трибунал. 17 марта 1945 года после амнистии Климовский вышел из тюрьмы и вернулся в Польшу. Автор мемуаров под оригинальным названием «Byłem adiutantem gen. Andersa», которые были опубликованы в 1959 году с разрешения ЦК Польской объединённой рабочей партии в еженедельнике «Доокола Свята». Книгу перевели на русский в 1964 году и опубликовали издательством «Прогресс», однако из-за малого тиража она практически не была доступна историкам или широкой публике (позднее её переиздали в 1991 и 2011 годах).
В книге Климовский подверг критике действия польского правительства в Лондоне, обвинив его в преследовании корыстных целей и нежелании оказывать помощь ни Армии Крайовой, ни Войску Польскому, ни кому-либо ещё из польского Сопротивления, а особо сильной критики удостоился генерал Сикорский. Однако ветераны Войска Польского на Западе раскритиковали книгу, назвав её оскорбительным пасквилем на Андерса и его подчинённых. Ещё одна книга «Катастрофа в Гибралтаре» (пол. Katastrofa w Gibraltarze) также подверглась разгромной критике.